# Lucio Calpurnio Pisón Frugi (cónsul 133 a. C.)
Lucio Calpurnio Pisón Frugi  fue un político e historiador romano que ocupó el consulado en el año 133 a. C. a quien se encuadra dentro de los analistas.

## Orígenes
Era de origen plebeyo. Su ascendencia es incierta, ya que ni los fastos consulares ni las monedas de la época mencionan el nombre de su padre.
Por su integridad y rectitud recibió el cognomen de Frugi, quizás equivalente a hombre de honor.

## Carrera política
En 149 a. C. fue tribuno de la plebe. Durante su tribunado propuso la primera ley dedicada a prohibir la extorsión en las provincias, la llamada Lex Calpurnia de Repetundis. En 139 a. C. fue pretor, y en 133 a. C. fue elegido cónsul junto con Publio Mucio Escévola. Durante su consulado fue enviado a luchar contra los esclavos sublevados. Consiguió una victoria sobre ellos, pero no los pudo someter, y fue sucedido en el comando por el cónsul del año siguiente Publio Rupilio.
Probablemente fuese elegido censor en el año 120 a. C., y por ese motivo algunos escritores antiguos le apodan Censorino.
Fue partidario de los aristócratas oponiéndose con fuerza a Cayo Graco y especialmente a la lex Frumentaria que este patrocinaba.

## Legado
Fue el autor de los Anales: siete libros de historia de Roma que comienzan a partir de su fundación y terminan en tiempos de Pisón. Sin embargo, Tito Livio le considera un autor menos fiable que Fabio Pictor, porque Pisón tendía a moralizar e idealizar la historia, sucumbiendo a lo tendencioso. Según el historiador alemán Barthold Georg Niebuhr, Pisón fue el primer escritor romano que introdujo la práctica de dar una interpretación racionalista o evemerista a los mitos y leyendas de la historia romana.
Solo han sobrevivido fragmentos de sus escritos, de los que se puede deducir un estilo de escritura simple.